# Pierre Hardy
Pierre Hardy (n. 4 august 1907, Paris, Franța – d. 24 iulie 2000, Poissy, Île-de-France, Franța) a fost un trăgător de tir ce a reprezentat Franța, medaliat olimpic. A participat la o ediție a Jocurilor Olimpice (1924) în care a câștigat o medalie de argint.

## Participări
Lista de mai jos prezintă principalele competiții la care a participat Pierre Hardy de-a lungul carierei.
- shooting at the 1924 Summer Olympics – men's team free rifle[*]